# Prolymnia triangularis
Prolymnia triangularis är en fjärilsart som beskrevs av M.Gaede 1935. Prolymnia triangularis ingår i släktet Prolymnia och familjen nattflyn. Inga underarter finns listade i Catalogue of Life.